# María Julia Muñoz
María Julia Muñoz és una metgessa i política uruguaiana, que va ser ministra de Salut Pública del seu país entre 2005 i 2010. María Julia Muñoz, metgessa de professió, es va graduar el 1975 i es va especialitzar en malalties infeccioses el 1980. El 1983 va obtenir el títol d'especialista en salut pública i sis anys més tard, el 1989, el d'especialista en epidemiologia. Des de fa 17 anys i fins al dia d'avui actua com a Professora Adjunta en el Departament de Medicina Preventiva i Social dins de la Facultat de Medicina de la Universitat de la República, a Montevideo.
El 1990 va començar a treballar en la Intendència Municipal de Montevideo com a Directora de Divisió d'Alimentació, seguit també per la de pro-secretària del llavors intendent Tabaré Vázquez i de directora general de Recursos Humans, respectivament. Quan va assumir l'Intendent Mariano Arana entre els anys 1995-2004, Muñoz assumeix com a Secretària General de la Intendència.
El mes de maig de 2004, la ministra es presenta a un concurs per obtenir el títol de Gerent General en l'hospital privat més important del país, el CASMU (Centre d'Assistència del Sindicat Mèdic de l'Uruguai) i eventualment ho aconsegueix i l'ocupa fins a l'any 2005 quan el President Tabaré Vázquez li ofereix el càrrec de Ministra de Salut, càrrec que malgrat tenir un sou inferior al de Gerenta General del CASMU, l'accepta, i es converteix llavors en la primera dona que hagi ocupat alguna vegada aquest càrrec.
Muñoz milita des dels 16 anys i integra el partit del Front Ampli i la seva llista és la Vertiente Artiguista, llista que lidera l'ex-ministre d'Habitatge i ex Intendent de Montevideo, Mariano Arana.